# Tânără mamă
Tânără mamă este o sculptură din bronz a artistului francez Auguste Rodin. Sculptura are patină maro și verde și a fost concepută în 1885 și turnată de Turnătoria Rudier.

## Piese turnate
Un mulaj din prima ediție se află în prezent la Museo Soumaya. Alte versiuni ale lucrării au supraviețuit în marmură la Galeria Națională a Scoției și în ipsos la Academia Legiunii de Onoare din San Francisco.
Ea înfățișează o femeie tânără care stă pe o stâncă și sprijină un copil pe genunchiul ei. A fost prezentată pe jumătatea inferioară a Porților Iadului și este posibil să fi fost un precursor al Tânără mamă în grotă.